# 小行星7481
小行星7481（英語：7481 San Marcello）是一颗围绕太阳公转的小行星。1994年8月11日，A. Boattini、M. Tombelli在圣马尔切洛皮斯托耶塞发现了此天体。
这颗小行星的绝对星等为329.3234645380344等。